# DSA-300
La DSA-300 es una carretera española perteneciente a la Red Primaria de la Diputación Provincial de Salamanca que une Salamanca con Matilla de los Caños del Río.

## Recorrido
La carretera DSA-300 tiene su origen en el límite entre los Términos municipales de Salamanca y Carrascal de Barregas, y termina al inicio de la travesía de la localidad de Matilla de los Caños del Río formando parte de la Red de Carreteras de la Diputación de Salamanca.
| Salamanca (Continuación de Carretera de Matilla ) - Matilla de los Caños del Río | Salamanca (Continuación de Carretera de Matilla ) - Matilla de los Caños del Río | Salamanca (Continuación de Carretera de Matilla ) - Matilla de los Caños del Río | Salamanca (Continuación de Carretera de Matilla ) - Matilla de los Caños del Río | Salamanca (Continuación de Carretera de Matilla ) - Matilla de los Caños del Río | Salamanca (Continuación de Carretera de Matilla ) - Matilla de los Caños del Río | Salamanca (Continuación de Carretera de Matilla ) - Matilla de los Caños del Río | Salamanca (Continuación de Carretera de Matilla ) - Matilla de los Caños del Río | Salamanca (Continuación de Carretera de Matilla ) - Matilla de los Caños del Río | Salamanca (Continuación de Carretera de Matilla ) - Matilla de los Caños del Río | Salamanca (Continuación de Carretera de Matilla ) - Matilla de los Caños del Río |
| Esquema                                                                          | PK                                                                               | Sentido Matilla de los Caños del Río                                             | Sentido Matilla de los Caños del Río                                             | Sentido Matilla de los Caños del Río                                             | Sentido Matilla de los Caños del Río                                             | Sentido Salamanca                                                                | Sentido Salamanca                                                                | Sentido Salamanca                                                                | Sentido Salamanca                                                                | Incidencias                                                                      |
| Esquema                                                                          | PK                                                                               | Velocidad                                                                        | Elemento                                                                         | Salida                                                                           | Salida                                                                           | Salida                                                                           | Salida                                                                           | Elemento                                                                         | Velocidad                                                                        | Incidencias                                                                      |
| Esquema                                                                          | PK                                                                               | Velocidad                                                                        | Elemento                                                                         | Dir.                                                                             | Nombre                                                                           | Nombre                                                                           | Dir.                                                                             | Elemento                                                                         | Velocidad                                                                        | Incidencias                                                                      |
| -------------------------------------------------------------------------------- | -------------------------------------------------------------------------------- | -------------------------------------------------------------------------------- | -------------------------------------------------------------------------------- | -------------------------------------------------------------------------------- | -------------------------------------------------------------------------------- | -------------------------------------------------------------------------------- | -------------------------------------------------------------------------------- | -------------------------------------------------------------------------------- | -------------------------------------------------------------------------------- | -------------------------------------------------------------------------------- |
|                                                                                  | 0,0                                                                              |                                                                                  |                                                                                  | Carretera de Matilla Salamanca                                                   | Carretera de Matilla Salamanca                                                   | Carretera de Matilla Salamanca                                                   | Carretera de Matilla Salamanca                                                   |                                                                                  |                                                                                  |                                                                                  |
|                                                                                  | 0,3                                                                              |                                                                                  |                                                                                  |                                                                                  | Hospital de Los Montalvos Urb. Santa Barbara                                     | Hospital de Los Montalvos Urb. Santa Barbara                                     |                                                                                  |                                                                                  |                                                                                  |                                                                                  |
|                                                                                  | 5,3                                                                              |                                                                                  |                                                                                  |                                                                                  | Urb. San Julián de La Valmuza                                                    | Urb. San Julián de La Valmuza                                                    |                                                                                  |                                                                                  |                                                                                  |                                                                                  |
|                                                                                  | 5,3                                                                              | Megrillan de Abajo                                                               |                                                                                  |                                                                                  |                                                                                  |                                                                                  |                                                                                  |                                                                                  |                                                                                  |                                                                                  |
|                                                                                  | 21,425                                                                           |                                                                                  |                                                                                  | MATILLA DE LOS CAÑOS DEL RÍO                                                     | MATILLA DE LOS CAÑOS DEL RÍO                                                     | MATILLA DE LOS CAÑOS DEL RÍO                                                     | MATILLA DE LOS CAÑOS DEL RÍO                                                     |                                                                                  |                                                                                  |                                                                                  |
|                                                                                  | 21,425                                                                           |                                                                                  |                                                                                  | Centro Urbano                                                                    | Centro Urbano                                                                    | Centro Urbano                                                                    | Centro Urbano                                                                    |                                                                                  |                                                                                  |                                                                                  |